# ريفامبيسين/آيزونيازايد/بيرازيناميد
ريفامبيسين/آيزونيازيد/بيرازيناميد، المعرُوف أيضًا باسم ريفامبين/آيزونيازيد/بيرازيناميد، هو دواء مركب يستخدم لعلاج السل. هو مركب من ريفامبيسين، وآيزونيازيد، وبيرازيناميد. يتم استخدامه إما وحده أو مع غيره من الأدوية المضادة لمرض السل. يؤخذ عن طريق الفم.
الآثار الجانبية هي تلك الخاصة بالأدوية الأساسية. قد يشمل ذلك ضعف التنسيق وفقدان الشهية والغثيان وآلام المفاصل والشعور بالتعب والخدر. الآثار الجانبية الشديدة تشمل مشاكل في الكبد. قد لا يكون الاستخدام في من تقل أعمارهم عن 15 عامًا مناسبًا. ليس من الواضح ما إذا كان الاستخدام أثناء الحمل آمنًا للطفل.
اعتُمد ريفامبيسين/آيزونيازايد/بيرازيناميد للاستخدام الطبي في الولايات المتحدة في عام 1994. وهو مدرج في قائمة الأدوية الأساسية النموذجية لمنظمة الصحة العالمية، وهي قائمة تضم الأدوية الأكثر فعالية والآمنة اللازمة في النظام الصحي. تبلغ تكلفة الجملة في العالم النامي حوالي 3.93 دولار أمريكي شهريًا. في المملكة المتحدة، يكلف شهر من العلاج الخدمة الصحية الوطنية حوالي 39.51 جنيه.

## الاستخدامات الطبية
الغرض من تركيبة الجرعة الثابتة هو تسهيل تناول الدواء للناس ؛ ولكن أيضًا للتأكد من أنه إذا نسي الأشخاص تناول واحد أو اثنين من عقاقيرهم، فلن يصابوا بعد ذلك بمقاومة للأدوية المتبقية

## المجتمع والثقافة
يتم تصنيعها من قبل شركة أفينتس.